# Onda mecânica

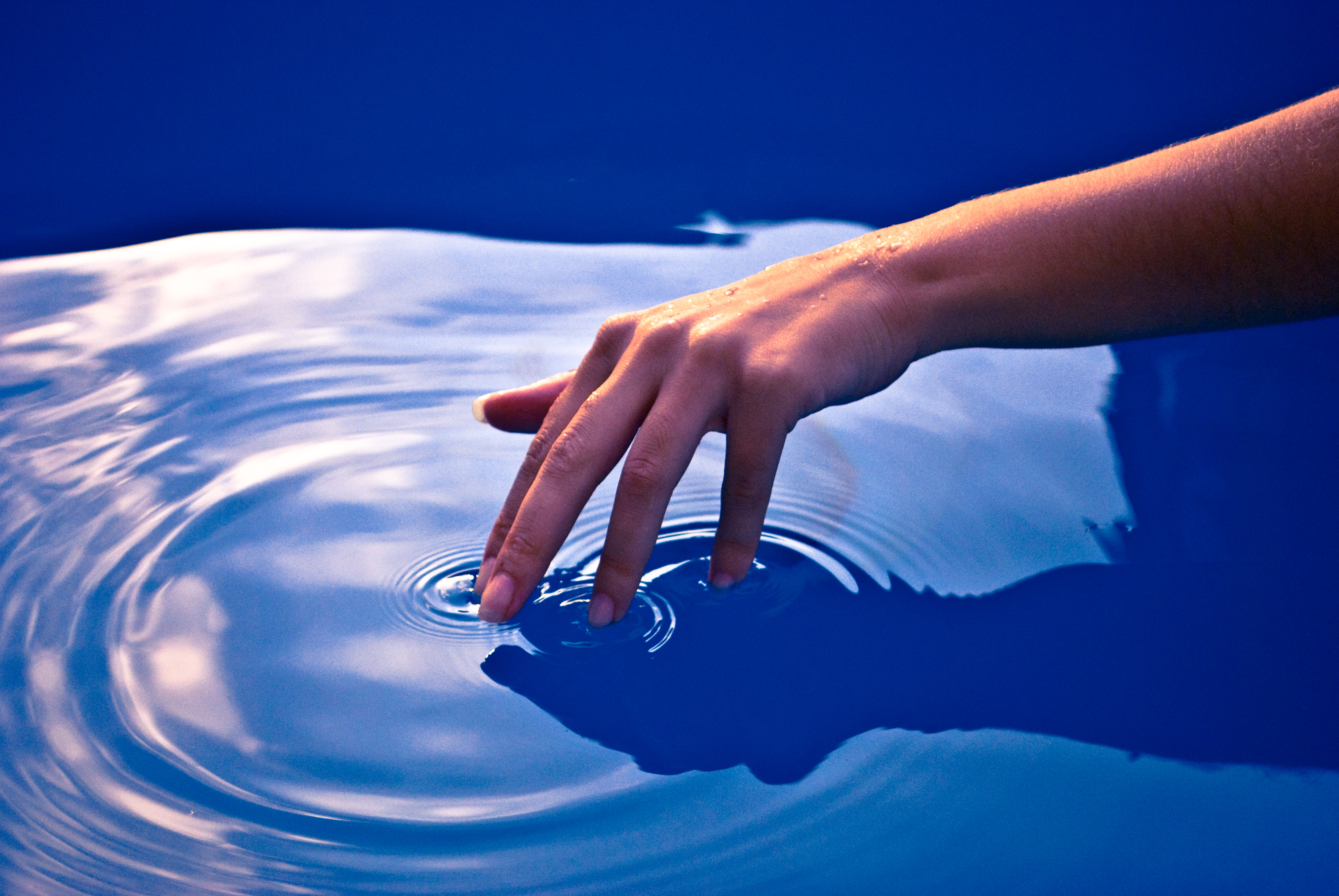
Ondas transversais se formam quando tocamos a água. Note que aqui a água serve como meio e sem a água essas ondas certamente não existiriam, caracterizando uma onda mecânica.

Representação das ondas sonoras, que são ondas longitudinais e se propagam no ar. Acima temos a onda periódica representada graficamente.

Onda mecânica é uma perturbação que se propaga em um meio material e que é governada pelas Leis de Newton. As ondas geralmente são categorizadas em dois tipos principais, as ondas mecânicas e as ondas eletromagnéticas. 
Apesar de também serem consideradas ondas, as ondas de matéria, com as quais geralmente estamos menos familiarizados, muitas vezes são excluídas desta categoria, pois as ondas são, frequentemente definidas como transmissão de energia sem transmissão de matéria.
As ondas mecânicas, como indica a sua definição, não se propagam no vácuo.
As ondas mecânicas possuem compressão e rarefação.

## Características
Quando uma onda mecânica se propaga há um transporte de energia cinética e potencial. A velocidade de propagação da onda mecânica depende da densidade e elasticidade do meio.
Todas as ondas mecânicas precisam de:
- Alguma origem de perturbação. Este agente transferirá energia para o meio;
- Um meio;
- Um mecanismo físico para que as partículas do meio influenciem umas as outras. [1]

As ondas mecânicas possuem diversas características mensuráveis que podemos analisar fisicamente.
Consideremos o exemplo de uma corda esticada onde seguramos uma extremidade com a outra presa. Ao balançar a extremidade livre fazendo um movimento para cima seguido de um movimento de volta a posição original, geramos uma perturbação isolada, que chamamos pulso. Como o movimento da onda (que corre ao longo da corda) é perpendicular ao movimento dos pontos da corda (que sobem e descem), esse é um exemplo de onda transversal. Os pulsos, porém, se apresentam em todos os tipos de onda. Seguindo o exemplo, se esse movimento que originou o pulso é contínuo e se estende para baixo da corda temos uma emissão contínua de pulsos, que formam um trem de ondas que chamamos de onda periódica.

### Amplitude e comprimento de onda
A altura máxima que esse pulso atinge em relação a corda em repouso é chamada amplitude. 
Em uma onda periódica, podemos medir a distância entre um pulso para cima da corda e outro, onde essa onda iniciaria sua repetição, ou seja, um ciclo completo da onda. Essa distância chamamos de comprimento de onda. Ambas essas medidas são comprimentos, podemos então descrevê-las, pelo SI, em metros.

### Período e frequência
O tempo que um comprimento de onda passa por um referencial, chamamos período. E a frequência é a determinação de quantos ciclos completos ocorrem em dado intervalo de tempo fixo. No SI, o período é dado em segundos e a frequência é dada em hertz.
{\displaystyle f={\frac {1}{T}}}
onde:
- f é a frequência
- T é o período